# Ptolemeu VII Novo Filópator
Ptolemeu VII Novo Filópator ou Ptolemeu VII Eupátor foi um rei da dinastia ptolemaica que governou durante algumas semanas em 145 a.C.
Era filho de Ptolemeu VI Filómetor e da irmã deste, Cleópatra II (o incesto real foi muito comum nesta fase da história egípcia).
Ptolemeu VI Filómetor era filho de Ptolemeu V Epifânio e Cleópatra I, filha de Antíoco III Magno.
O seu pai fez dele co-regente antes de morrer; quando Ptolemeu VI faleceu, Ptolemeu VII tinha dezasseis anos e tornou-se o novo rei junto com a sua mãe. O trono do Egito foi oferecido a Ptolemeu VIII Fiscão, irmão de Ptolemeu VI Filómetor e de Cleópatra II, que reinava na Cirenaica. Assim que chegou em Alexandria, Ptolemeu VIII assassinou os seguidores do jovem príncipe. Este casaria com Cleópatra e Ptolemeu VII Novo Filópator seria morto durante a festa de casamento.